# しながわ大学連携推進協議会
しながわ大学連携推進協議会（しながわだいがくれんけいすいしんきょうぎかい）とは、品川区にキャンパスを有する6大学と品川区によって構成されている。品川区と大学が包括的な連携のもと、教育・文化、健康・福祉、産業・観光、環境・まちづくり等の政策で協力し、区における地域社会の課題解決及び大学の教育・研究機能の向上を図り、もって地域社会の発展を図ることを目的としている。

## 設立
平成29年2月

## 会員（令和3年3月現在）
- 星薬科大学
- 立正大学
- 清泉女子大学
- 昭和医科大学
- 東京医療保健大学
- 東京都立産業技術大学院大学
- 品川区

## 主な活動
- 総会　協議会活動報告および活動予定の確認、区及び大学間の情報交換・意見交換
- 幹事会　協議会運営に関わる意見交換
- 合同活動